# Dracula lafleurii
Dracula lafleurii är en orkidéart som beskrevs av Carlyle August Luer och Stig Dalström. Dracula lafleurii ingår i släktet Dracula och familjen orkidéer. Inga underarter finns listade i Catalogue of Life.